# Kiratpur

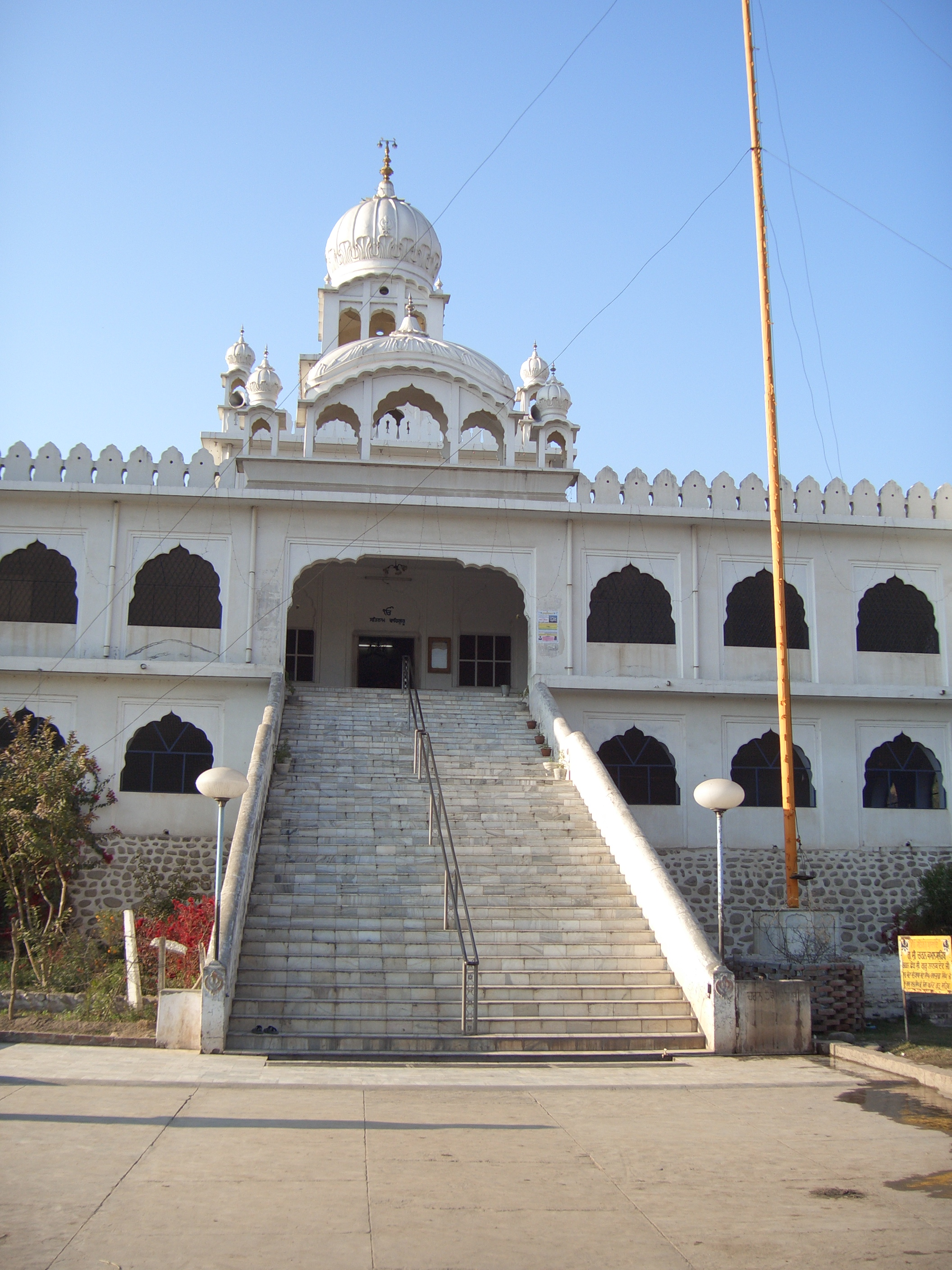
Le Gurdwara Charan Kaval, Kiratpur Sahib, Pendjab.

Kiratpur est une ville sur les rives de la rivière Sutlej à 8 km de Anandpur, au Pundjab, près de Ropar.

Elle a été fondée par Baba Gurditta, le fils de Guru Hargobind, un des gourous du sikhisme qui y est décédé. L'histoire a retenu que Guru Hargobind l'a créée car il a donné les instructions à son fils pour cela. L'histoire dit aussi que le fils ainé de Guru Nanak, le premier gourou sikh y avait planté un arbre dans l'espoir sans doute d'y fonder une cité sikhe.

Les deux Gurus suivants, Guru Har Rai et Guru Har Krishan y sont nés et ont reçu leurs vocations de maître à cet endroit. Guru Har Rai y est mort et les cendres de Guru Har Krishan ont été immergées dans la rivière Sutlej, tout comme celles de Guru Hargobind.
Chez les sikhs, il est devenu courant de laisser ses cendres partir dans ce cours d'eau. Les Gurus du sikhisme y sont restés jusqu'à la fondation du village Chakk Nanaki, l'actuel Anandpur Sahib, par Guru Tegh Bahadur en 1665. Néanmoins Kiratpur compte à l'heure actuelle des temples sikhs, des gurdwaras, d'importance comme le gurdwara Charan Kaval Patshahi Pahili, ou le gurdwara Shihi Mahal qui marque un des emplacements où restaient les gourous. Le temple dénommé Gurdwara Patalpuri Sahib « rayonne » sur la terre entière car à cette destination les sikhs hors d'Inde envoient leurs cendres pour immersion dans le Sutlej. 